# Saint-Hilaire (Allier)
 Saint-Hilaire  es una población y comuna francesa, situada en la región de Auvernia, departamento de Allier, en el distrito de Moulins y cantón de Bourbon-l'Archambault.

## Demografía
| 1008 | 902 | 700 | 650 | 595 | 567 |
| Para los censos de 1962 a 1999 la población legal corresponde a la población sin duplicidades (Fuente: INSEE [Consultar]) |     |     |     |     |     |